# Brokspett
Brokspett (Meiglyptes jugularis) är en fågel i familjen hackspettar inom ordningen hackspettartade fåglar.

## Utseende och läte
Brokspetten är en charmigt liten (17–22 cm) satt hackspett med kort stjärt. Den trekantiga tofsen gör att huvudet ser oproportioneligt stort ut på håll. Den fläckigt svartvita fjäderdräkten är lätt att känna igen. Könen är rätt lika, där hanen urskiljer sig genom en diffus röd ton kring näbbasen. Bland lätena hörs en gnisslig dubbelton och en ljus skallrande drill.

## Utbredning och systematik
Fågeln förekommer i regnskog i Myanmar, Thailand och Indokina. Den behandlas som monotypisk, det vill säga att den inte delas in i några underarter.

## Levnadssätt
Brokspetten hittas i lågländ och lägre bergstrakter där den föredrar öppna ytor i skogar och skogsbryn. Den födosöker ensam eller i par, på tunnare grenar och i lövsamlingar. Arten häckar i maj–juni.

## Status
Arten har ett stort utbredningsområde och beståndet anses stabilt. Internationella naturvårdsunionen IUCN listar den därför som livskraftig (LC).